# Hellyethira haitimlain
Hellyethira haitimlain är en nattsländeart som beskrevs av Wells 1991. Hellyethira haitimlain ingår i släktet Hellyethira och familjen smånattsländor. Inga underarter finns listade i Catalogue of Life.